# Raquel Fernandes
Raquel Fernandes dos Santos (Contagem, 21 de março de 1991) é uma futebolista brasileira que atua como atacante ou meia-atacante. 
Atualmente, atua pelo Grêmio. Desde 2014, defende a Seleção Brasileira Feminina de Futebol.

## Carreira
O primeiro contato com o futebol foi com os amigos da rua, Ibirité, na Região Metropolitana de Belo Horizonte, onde foi criada. Depois, passou a praticar a modalidade em uma escolinha perto de sua casa, em um campo de terra, que treinava com outros meninos. Aos 15 anos de idade, passou em um teste no Atlético Mineiro, quando o clube criou a equipe feminina de futebol.
Em 2009, Raquel fez uma passagem pelo Rio Preto e, pelo bom desempenho, foi no ano seguinte para o Ferroviária, em Araraquara.
Pelas Guerreiras Grenás, foi campeã Paulista (2013) e Brasileiro (2014) e, nas duas competições, a atacante terminou como artilheira máxima: 16 gols pela competição nacional (sendo três deles nas vitórias por 3 a 0 e 5 a 3 contra o Kindermann na decisão) e 22 gols pela competição estadual. Ela também foi a principal goleadora da equipe grená nos brasileiros de 2017 e 2018, com 9 e 6 gols, respectivamente. Ficou no clube até 2018.
Ainda em 2018, foi contratada pelo Iranduba para a disputa da Libertadores daquele ano.
Ganhando destaque na carreira, passou por times como Changchun Dazhong Zhuoyue, na China, Corinthians no Brasil, e no Sporting Club de Huelva, na Espanha.
Em agosto de 2021, retorna à Ferroviária.
No início de 2023, acerta com o Grêmio com contrato até dezembro de 2025.

### Seleção Brasileira
Em 2006, participou de uma seletiva e passou a fazer parte da equipe do Sub-17 da Seleção Brasileira Feminina de Futebol.
No entanto, sua primeira disputa com a equipe principal aconteceu em 2014, quando foi escalada para defender a Seleção Brasileira na Copa América do Equador.
Em 2015, disputou a primeira Copa da Mundo e os Jogos Pan-Americanos. O último rendeu às brasileiras o primeiro lugar no pódio.[carece de fontes?]
No ano seguinte, foi escalada para defender a Seleção Brasileira de Futebol, nos Jogos Olímpicos de 2016.
Em 2019, disputa sua segunda Copa do Mundo, ao lado de outras veteranas, como Marta, Formiga e Cristiane, jogando com a camisa 20.

### Títulos
Ferroviária
- Campeonato Paulista: 2013
- Campeonato Brasileiro: 2014
- Copa do Brasil: 2014

Corinthians/Audax
- Copa Libertadores da América: 2017

Iranduba
- Campeonato Amazonense: 2018

Famalicão
- Taça de Portugal: 2022/23

Seleção Brasileira
- Jogos Pan-Americanos: 2015
- Copa América: 2014, 2018